# Kršič
Kršič je naselje v Občini Kamnik